# Stefan Hertzig
Stefan Hertzig (* 18. November 1966 in Saarbrücken) ist ein deutscher Autor sowie Kunst- und Architekturhistoriker.

## Leben und Wirken
Stefan Hertzig wurde als Sohn von Manfred und Christel Hertzig geboren. Die Grundschule besuchte er in Mandelbachtal-Heckendalheim. Anschließend absolvierte er das Von-der-Leyen-Gymnasium in Blieskastel, wo er 1986 das Abitur erwarb. Zum Sommersemester 1988 begann er ein Studium an der Universität des Saarlandes in Kunstgeschichte, Geschichte und Klassischer Archäologie, das er im Februar 1995 mit dem Magister artium abschloss. Im Jahr 1999 war er ein Mitbegründer der Gesellschaft Historischer Neumarkt Dresden. Seine Dissertation Das Dresdner Bürgerhaus in der Zeit Augusts des Starken legte er bei Klaus Güthlein vor.
Hertzig war von 1999 bis 2001 sowie von 2004 bis 2010 (teilweise freier) Mitarbeiter des Sächsischen Landesamts für Denkmalpflege sowie von 2001 bis 2002 bei der Porzellansammlung Dresden beschäftigt. Nach freiberuflicher Tätigkeit ist er seit November 2013 wissenschaftlicher Mitarbeiter an der TU Dresden (Institut für Kunst- und Musikwissenschaft, Lehrstuhl Henrik Karge).

## Werke (Auswahl)
- Das barocke Dresden. Michael Imhof Verlag, 2012 ISBN 978-3-86568-833-0
- Der historische Neustädter Markt zu Dresden. Michael Imhof Verlag, 2010 ISBN 978-3-86568-634-3
- Das Dresdner Bürgerhaus des Spätbarock. Gesellschaft Historischer Neumarkt Dresden, 2007 ISBN 978-3-9807739-4-2
- zusammen mit Walter May und Henning Prinz: Der historische Neumarkt zu Dresden. Michel Sandstein, 2005 ISBN 3-937602-46-1
- Hauptwache und altes Gewandhaus am Dresdner Neumarkt. Gesellschaft Historischer Neumarkt Dresden, 2004 ISBN 978-3-9807739-2-8
- Das Dresdner Bürgerhaus in der Zeit Augusts des Starken. Gesellschaft Historischer Neumarkt Dresden, 2001 ISBN 3-9807739-0-6
- zusammen mit Horst Fischer, Gerhard Glaser, Heinrich Magirius, Harald Marx und Dirk Syndram: George Bähr. Staatliche Kunstsammlungen Dresden, 2000.